# Canonsburg
Canonsburg är en ort i Washington County i delstaten Pennsylvania. Orten har fått namn efter grundaren John Canon. Vid 2010 års folkräkning hade Canonsburg 8 992 invånare.

## Kända personer från Canonsburg
- Perry Como, sångare
- Bobby Vinton, sångare